# James W. Marshall

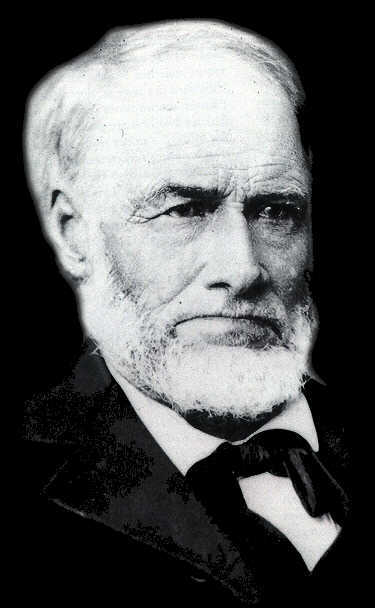
James Marshall (1884)

James Wilson Marshall (* 8. Oktober 1810 in Lambertville (New Jersey); † 10. August 1885 in Kelsey, Kalifornien) war ein amerikanischer Arbeiter, der am 24. Januar 1848 an der Sutter’s Mill ein Goldnugget fand, was zum Auslöser des kalifornischen Goldrausches wurde.
James W. Marshall war 1844 als Emigrant in das noch mexikanische Kalifornien gekommen und arbeitete für den Schweizer Johann August Sutter auf dessen Privatkolonie Neu-Helvetien. Im Amerikanisch-Mexikanischen Krieg kämpfte er ein Jahr im Freiwilligen-Bataillon von John C. Frémont, bevor er zu Sutter zurückkehrte. Dieser beauftragte ihn damit, Bauholz für den Ausbau der Kolonie zu organisieren. Marshall fand im Cullomah Valley am Südarm des American River geeignete Waldbestände und begann am American River ein mit Wasserkraft angetriebenes Sägewerk zu errichten. Bei diesen Bauarbeiten fand er 1848 ein Goldnugget im damaligen Wert von fünf Dollar. Versuche, den Fund geheim zu halten, gelangen nicht, worauf der kalifornische Goldrausch ausbrach.
1885 starb James W. Marshall völlig verarmt in Kelsey.